# Grad Gornja Radgona
Grad Gornja Radgona stoji na grajskem griču, na katerem je bila najdena naselbina iz časa mlajše stopnje kultur žarnih grobišč, blizu nekdanje opekarne pa stekleni pokop iz starejše železne dobe. Radgonski grad (Rategoyspruch) je prvič omenjen leta 1211, sedanjo podobo mu je dal leta 1775 grof Leopold Herberstein. Zadnji lastniki grofje Chorinsky so ga leta 1931 prodali z opremo vred banski upravi. Grad je zdaj v zasebni lasti in ga preurejajo v reprezentančni objekt. Z gradu je lep razgled po Pomurju in avstrijskem Grabenlandu.